# Lüneburg (Patriziergeschlecht)

Wappen der Lübecker Familie von Lüneburg

Lüneburg ist der Name eines ursprünglich aus der Hansestadt Lüneburg stammenden Geschlechts, das im Lübecker Patriziat aufstieg, in dieser Stadt aus der exklusiven Zirkelgesellschaft heraus über Generationen Ratsherren und Bürgermeister stellte und im 18. Jahrhundert im Mannesstamm erloschen ist.

## Geschichte

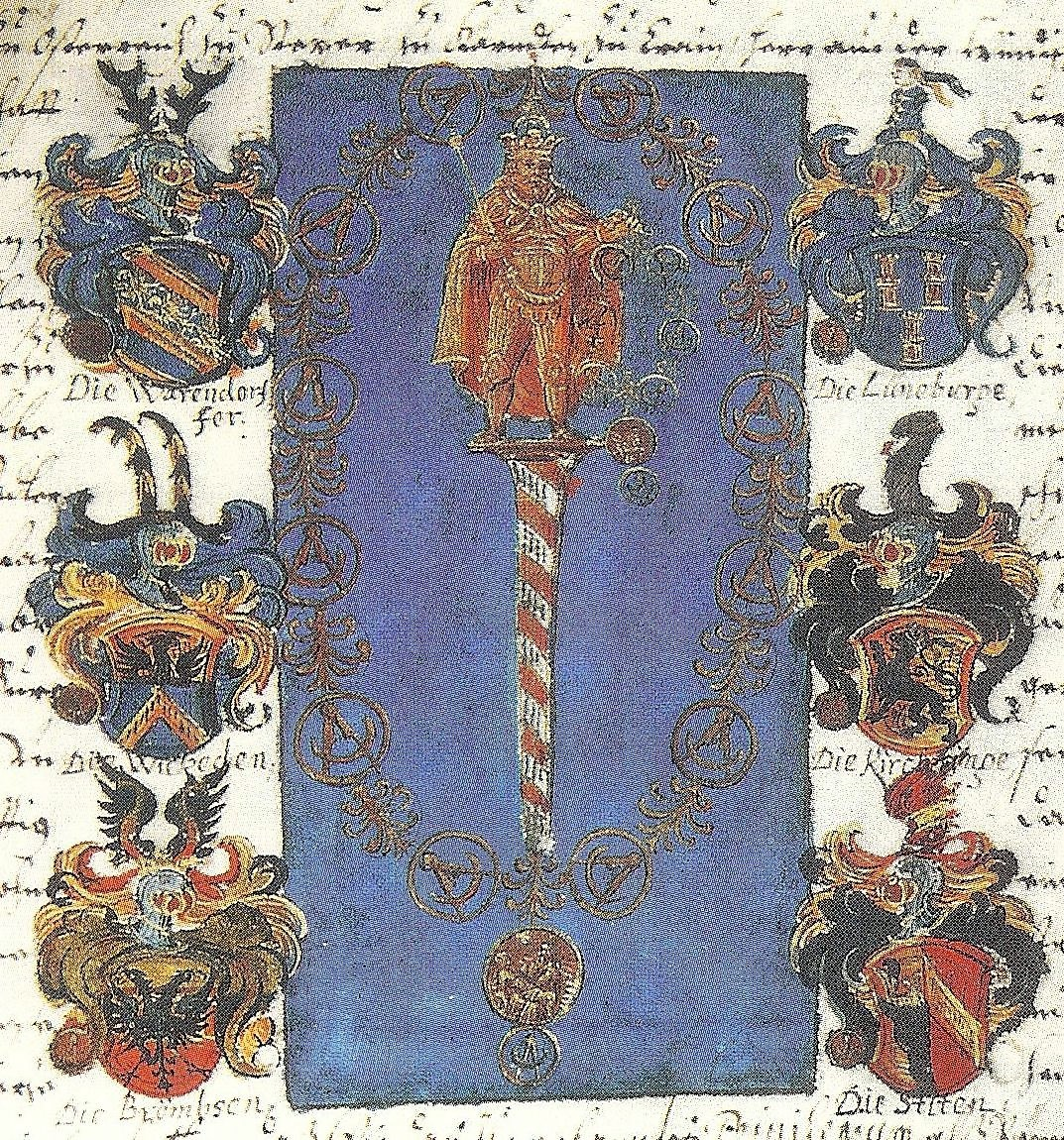
Wappen der Familie von Lüneburg auf der kaiserlichen Adelsbestätigung 1641

Als Stammvater der Familie gilt der 1461 verstorbene Bürgermeister Johann Lüneburg. Sein Grab befindet sich im Unterchor der Katharinenkirche. Die Grabplatte aus Messing ist eine flämische Arbeit und gehört als solche zu den herausragenden und sehenswerten Stücken ihrer Art in Lübeck. Die Umschriften der Grabplatte und die Inschriften im Stein führen auch die weiteren hier bis 1498 beerdigten Mitglieder der Familie Lüneburg auf.
Danach beerdigte die Familie in der Jakobikirche. Epitaphien befanden sich sowohl in der Jakobikirche wie auch in der Marienkirche. Sie haben sich nicht erhalten.
Joachim und Hieronymus Lüneburg gehörten 1580 zu den Erneuerern der während der Reformationszeit eingegangenen Zirkelgesellschaft als Zusammenschluss alteingesessener Familien des Lübecker Patriziats. 1641 gehören die Lüneburgs zu den Familien in der Zirkelgesellschaft, deren Adel durch den Kaiser bestätigt wird.

Letzter des Geschlechts in Lübeck war der Bürgermeister Anton von Lüneburg, der nach seinem Tode 1741 im Lübecker Dom beerdigt wurde. Sein dortiges barockes Epitaph enthielt die lateinische Inschrift: 

„IV et quod excurrit secula Lubecae floruit et quinque consules, bis quinque vero senatores numeravit.“

### Besitz
Von 1393 bis Anfang des 16. Jahrhunderts besaß die Familie den Lüneburger Hof in der oberen Beckergrube (heutige Hausnr. 10, an dieser Stelle befindet sich heute das Theater Lübeck). Johann Lüneburg († 1474) gehörte auch das Gut Paddelügge. Im August 1463 verkaufte er zusammen mit seinem Bruder Bertram die Lachswehr an die Stadt Lübeck.
Johann Lüneburg († 1529) wurde auch als „Hans Luneborch Caterinen Sone achter S. Jacob“ bezeichnet. Der Namenszusatz lässt den Rückschluss auf seinen Wohnsitz hinter der Jakobikirche also in der Königstraße zu; aufgrund des derzeitigen Standes der Lübecker Hausforschung wird er im Haus Königstraße 5 gewohnt haben, also zwischen Berthold Kerkring und Nikolaus Broemse. Die heute dokumentierten Malereien im Hause aus dieser Zeit dürften daher auf Johann Lüneburg als Auftraggeber zurückgehen.
Im 17. und 18. Jahrhundert waren die Lübschen Güter Groß Steinrade, Roggenhorst, Krempelsdorf, Moisling, Niendorf und Reecke, Mori und Eckhorst im Besitz der Familie.

### Wappen
In Blau drei goldene Schachtürme (2, 1). Auf dem Helm ein blaugekleideter Mannesrumpf mit blau-silberner abfliegender Kopfbinde. Die Helmdecken sind blau und gold. Das Wappen von Hieronymus Lüneburg mit drei zinnenbewehrten Türmen befindet sich an der Großen Orgel der Jakobikirche, wo dieser zum Zeitpunkt der Erneuerung der Orgel 1575 einer der drei Kirchenvorsteher war. In der gleichen Kirche befindet sich im Norderschiff das Wappen eines nicht ratssässigen Mitglieds der Familie mit blauem Schild und silbernen Türmen. Die ratssässigen Familienmitglieder führten hingegen goldene Türme.

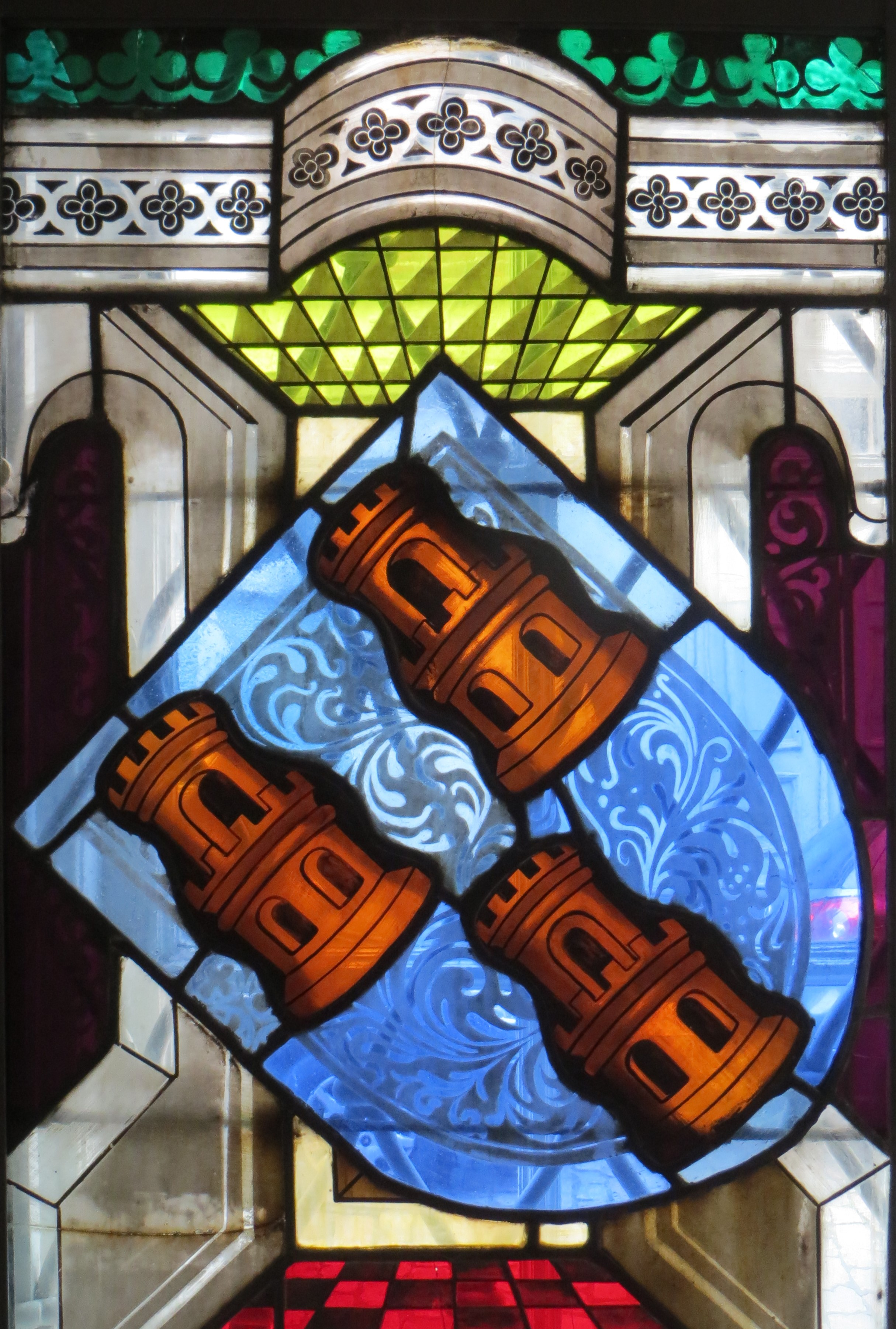
Wappenvariante der ratssässigen Familienmitglieder
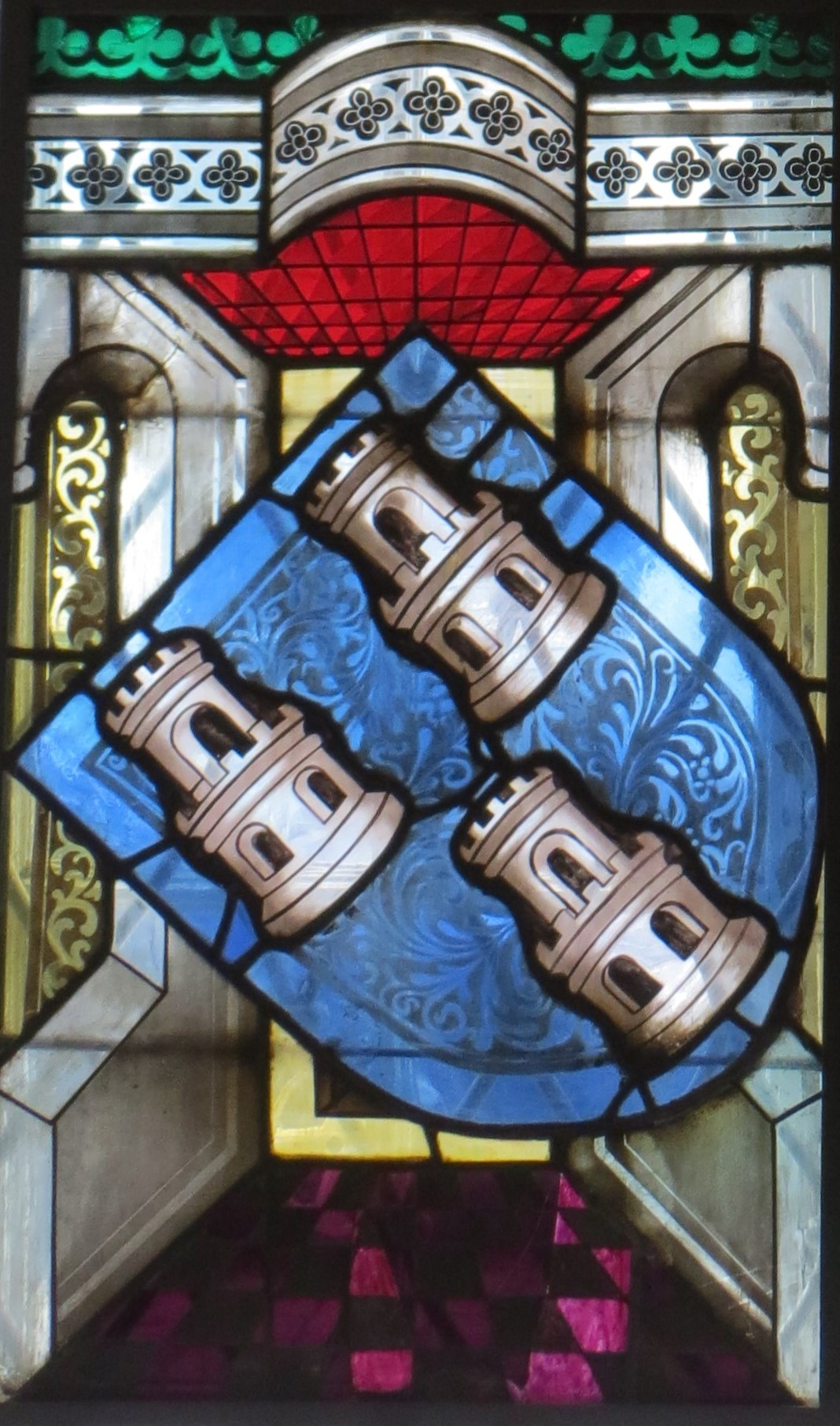
Wappenvariante der nicht ratssässigen Familienmitglieder

### Bedeutende Vertreter

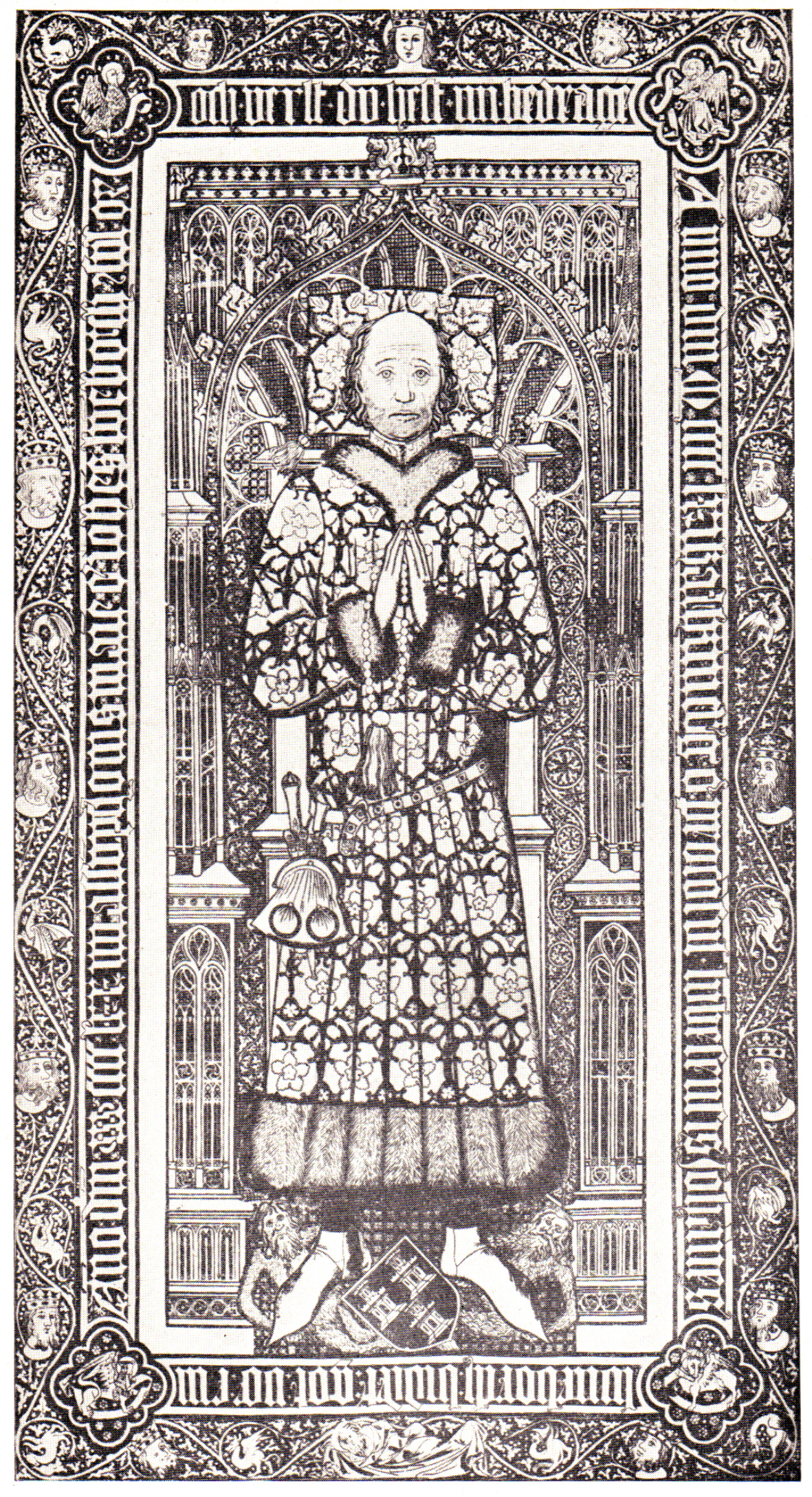
Messing-Grabplatte im Unterchor der Katharinenkirche

- Alexander Lüneburg (1240–1302), Bürgermeister der Hansestadt Lübeck
- Johann Lüneburg († 1373), Ratsherr in Lübeck
- Johann Lüneburg († 1461), Bürgermeister der Hansestadt Lübeck
- Johann Lüneburg († 1474), seit 1467 Ratsherr in Lübeck
- Johann Lüneburg († 1493), Lübecker Patrizier, Fastnachtdichter und religiöser Kunstliebhaber
- Johann Lüneburg († 1529), seit 1527 Ratsherr in Lübeck
- Johann Lüneburg († 1531), seit 1530 Ratsherr in Lübeck
- Ludeke Lüneburg († 1539), seit 1535 Ratsherr in Lübeck
- Hieronymus Lüneburg († 1580), Bürgermeister der Hansestadt Lübeck
- Joachim Lüneburg (1512–1588), Bürgermeister der Hansestadt Lübeck
- Alexander Lüneburg (1560–1627), Bürgermeister der Hansestadt Lübeck
- Johann Lüneburg († 1619), seit 1601 Ratsherr in Lübeck
- Hieronymus Lüneburg († 1633), seit 1610 Ratsherr in Lübeck
- Alexander Lüneburg († 1625), seit 1617 Ratsherr in Lübeck
- Alexander von Lüneburg (1643–1715), Domherr in Lübeck seit 1679 bis zur Resignation 1679; seit 1703 Ratsherr in Lübeck
- Anton von Lüneburg (1673–1744), Bürgermeister der Hansestadt Lübeck

### Weitere
siehe Liste der Mitglieder der Zirkelgesellschaft

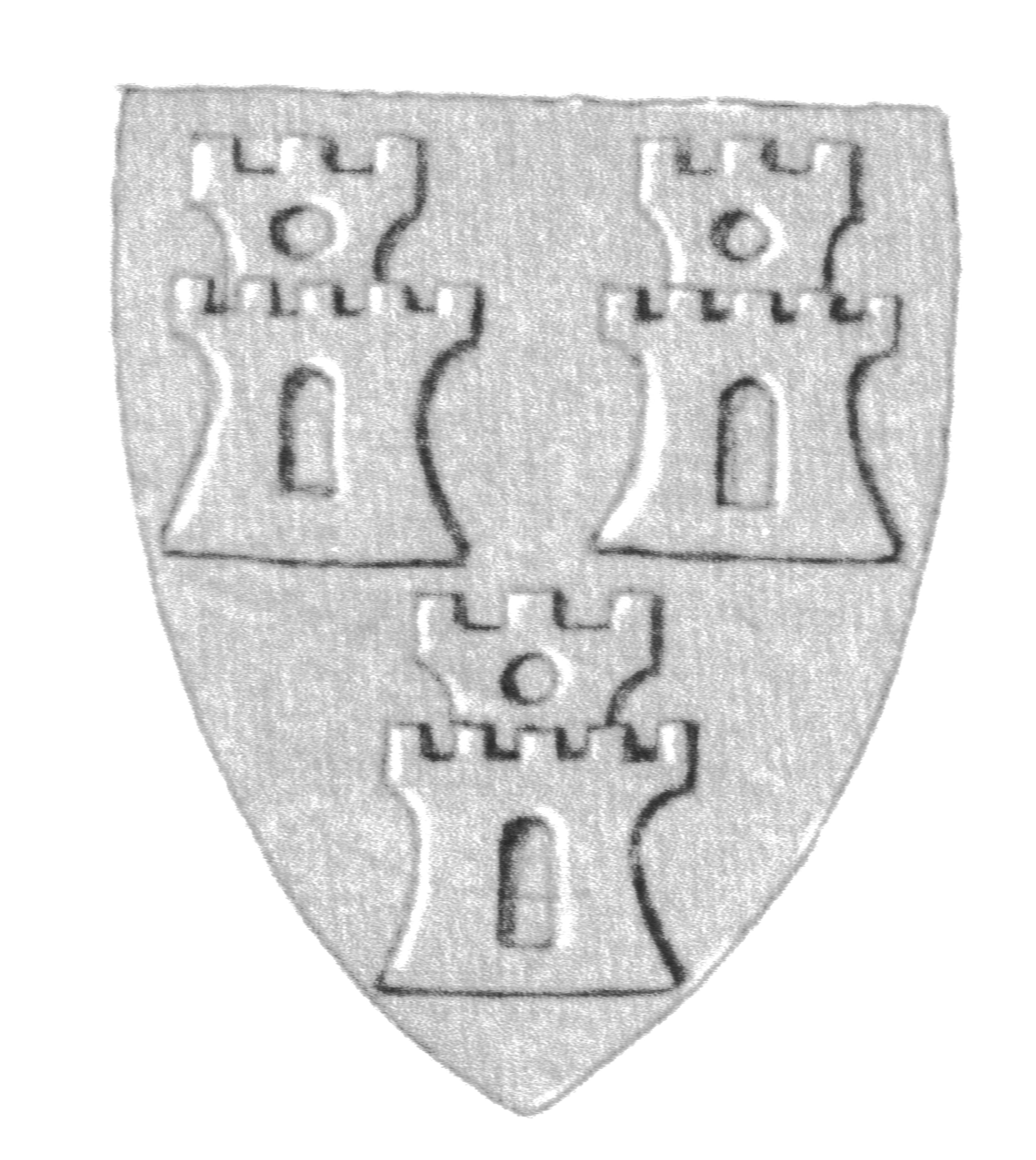
Siegel des Bürgermeisters Alexander Lüneburg (1302)
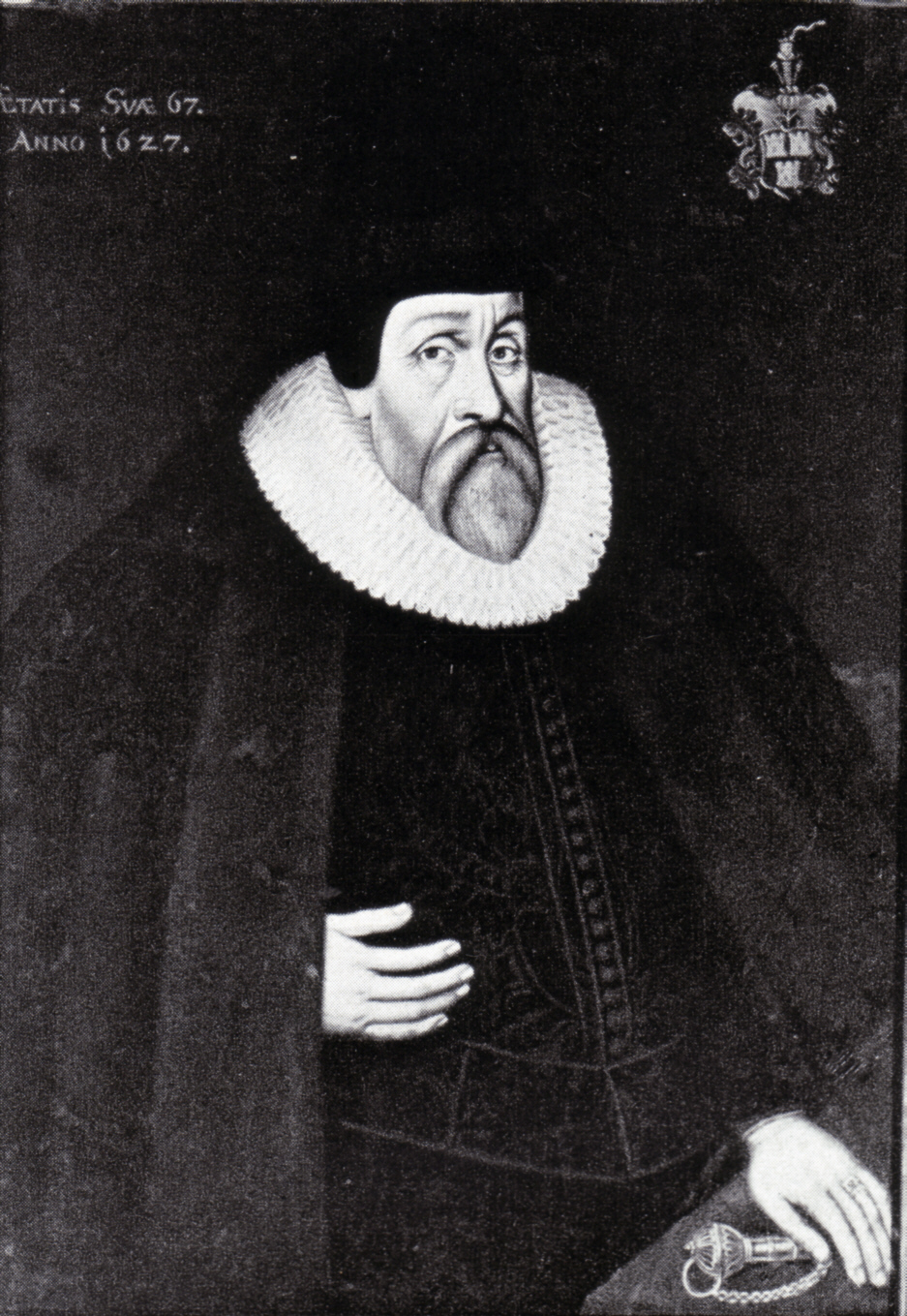
Alexander Lüneburg (1560–1627)
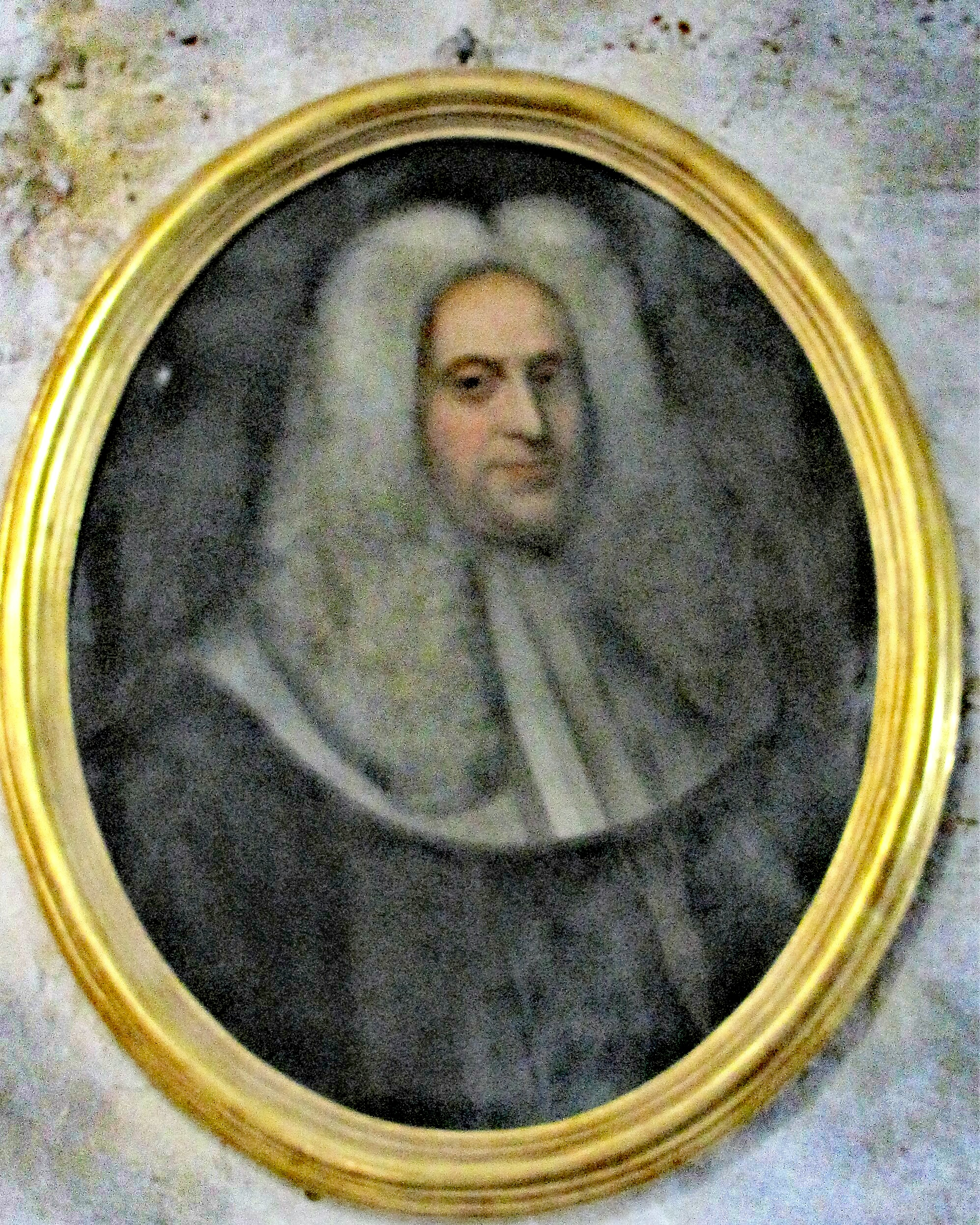
Anton von Lüneburg (1678–1744)